# Parafia Trójcy Świętej w Windsorze
Parafia Trójcy Świętej w Windsorze (ang. Holy Trinity Parish) – parafia rzymskokatolicka położona w Windsorze, w prowincji Ontario w Kanadzie.
Jest ona parafią wieloetniczną w diecezji London, z mszą św. w j. polskim dla polskich imigrantów.
Ustanowiona w roku. Parafia została dedykowana Trójcy Świętej.

## Grupy parafialne
- Żywy Różaniec
- Eucharystyczny Ruchu Mlodych[1]

## Szkoły
- Szkoła j. polskiego Świętej Trójcy

## Zakony pomocnicze
- Urszulanki

## Nabożeństwa w j. polskim
- Sobota – 8:00; 17:00
- Niedziela – 10:30; 12:30; 17:00